# Anna Todd
Anna Renee Todd (Dayton, Ohio; 20 de marzo de 1989) es una escritora estadounidense, conocida por su obra escrita After, saga superventas de novelas juveniles, que tuvo como inicio una pasión por el grupo One Direction, en la aplicación Wattpad.
A los dos años, se mudó a Fort Hood, Texas; donde trabajó en la Waffle House y en la empresa del maquillaje Ulta Beauty.
Actualmente, vive en Austin con su marido, con quien se casó un mes después de graduarse, a los dieciocho años. Durante los tres despliegues que él hizo en Irak, ella realizó diversos y curiosos trabajos, desde vender maquillaje hasta atender en el mostrador de Hacienda.

## Sus obras
Utilizando el seudónimo imaginator1D, la autora comenzó a escribir su obra “After” en 2013 en Wattpad, donde rápidamente se hizo popular. Inicialmente se escribió como un fanfiction inspirado en la banda inglesa One Direction, en particular en uno de sus miembros, Harry Styles, el cual fue renombrado como Hardin Scott en la novela publicada. En España, la Editorial Planeta se hizo cargo de la publicación de esta saga. Las traductoras encargadas de los cinco libros fueron Marisa Rodríguez y Vicky Charques, de la compañía Traducciones Imposibles S.L. Finalmente se ha confirmado que la novela fue llevada al cine para convertirse en una película (After: Aquí empieza todo) que se estrenó en 12 de abril de 2019, dirigida por Jenny Gage y protagonizada por Hero Fiennes-Tiffin y Josephine Langford.

### Novelas
- Saga After
- After 1: Aquí empieza todo. (Título en inglés: After). Publicado en Octubre de 2014. Tessa Young se enfrenta a su primer año en la universidad. Acostumbrada a una vida estable y ordenada, su mundo cambia cuando conoce a Hardin, el chico malo por excelencia, con tatuajes, muy atractivo y de mala vida. La inocencia, el despertar a la vida...  las huellas de un amor infinito, dos polos opuestos hechos el uno para el otro. Pertenecen a dos mundos distintos, pero pronto se harán más que amigos y nada volverá a ser igual.
- After 2: En mil pedazos. (Título en inglés: After We Collided). Publicado en noviembre de 2014. Tessa se acaba de despertar de un sueño. Es consciente de que era todo demasiado bonito para ser cierto… ¿Es posible volver a sonreír cuando todo se rompe en mil pedazos? Ella y Hardin parecían hechos el uno para el otro, como dos almas gemelas, pero él lo ha roto todo, se ha acabado el sueño para siempre. ¿Cómo ha podido ser tan ingenua? Si quiere recuperarla, Hardin deberá luchar como nunca por lo que ha hecho. ¿Estará preparado? ¿Se puede perdonar todo?
- After 3: Almas perdidas. (Título en inglés: After We Fell). Publicado en enero de 2015. El amor de Tessa y Hardin ya ha sido complicado en otras ocasiones, pero ahora lo es más que nunca. Su vida no volverá a ser como antes. Justo cuando Tessa toma la decisión más importante de su vida, todo cambia. Los secretos que salen a la luz sobre su familia, y también sobre la de Hardin, ponen en duda su relación y su futuro juntos. La vida de Tessa empieza a demonorarse, nada es como ella creía que sería. Nunca ha sentido nada igual por nadie, pero empieza a cuestionarse si todo esto vale la pena. El amor bastaba para mantenerles juntos, pero ahora ya no está claro lo que dictan sus corazones.
- After 4: Amor infinito. (Título en inglés: After Ever Happy). Publicado en marzo de 2015. El amor de Tessa y Hardin nunca ha sido fácil, pero cada desafío que han afrontado ha hecho su unión más y más fuerte. Pero ¿podrán afrontarlo todo? Cuando la verdad sobre sus familias sale a la luz, Tessa y Hardin descubren que, en el fondo, no son tan distintos como creían… Tessa ya no es la chica buena, simple y dulce que llegó a la universidad, y él no es el chico cruel y malo del que se enamoró. Ella pronto se da cuenta de que es la única que lo entiende. Es la única capaz de calmarle... él la necesita. Pero el secreto que esconde es tan grande que Hardin se aleja cada vez más de todo y de todos, incluso de la que parece ser su alma gemela.
- After 5: Antes de ella. (Título en inglés: Before). Publicado en noviembre de 2015. Está narrada desde el punto de vista de Hardin. Nunca imaginó que la vida podía ser así, pero si lo hubiera hecho tampoco le habría importado. No le interesaba nada, ni él mismo hasta que llegó ella. Antes de ella estaba vacío, antes de ella no sabía lo que era la felicidad o la plenitud, y este es su viaje hacia su vida con ella.

- Bilogía Landon
- Landon 1: todo por ti (Título en inglés: Nothing More). Publicado en septiembre de 2016. Cuando Landon, el mejor amigo de Tessa y hermanastro de Hardin, decide abandonar su Washington natal para ir en busca de nuevas aventuras en Nueva York, cree que su vida no puede ser más perfecta: compartirá apartamento con Tessa; vivirá, por fin, en la misma ciudad que Dakota, su novia desde hace años; conocerá a gente nueva... Pero el destino a veces es caprichoso y tiene sus propios planes, y quizás no todo salga como tenía previsto... Descubre la nueva vida de Landon, sus aventuras al lado de Tessa y las sorpresas que le esperan a su corazón. ¡Déjate enamorar por esta nueva historia de Anna Todd! «Me hace tanta ilusión que todo el mundo conozca mejor a Landon Gibson... Ya sea porque le conocen de la serie After o es la primera vez que oyen hablar de él, sé que los lectores van a adorar su historia. Es dulce y leal, y cuando se enamora lo hace con todo su ser», dijo Anna Todd.
- Landon 2: ahora y siempre (Título en inglés: Nothing Less). Publicado en diciembre de 2016. La vida de Landon en Nueva York no está saliendo exactamente como él había imaginado. Tessa sigue triste y encerrada en sí misma por culpa de Hardin, el trabajo que ha conseguido no es muy excitante y, para rematarlo, Dakota ha vuelto a aparecer en su vida justo cuando empieza a sentir algo por la preciosa y enigmática Nora. Pero Landon está dispuesto a vencer todos los obstáculos para encontrar su camino y conseguir, por fin, su amor verdadero. ¿Quién ocupará su corazón?
- Imagina: Mil y una fanfiction . Publicado en 2017. Imagina correr por la ciudad esquivando paparazzis con Jennifer Lawrence… Imagina a Justin Bieber organizando una romántica yincana por vuestro aniversario que cuenta la historia de vuestro amor… Imagina un mundo en el que las selfies están prohibidos y en el que Kim Kardashian se ha convertido en una defensora de la libertad que necesita tu ayuda para luchar contra las injusticias... ¡Deja volar tu imaginación! Eso es lo que han hecho los autores de esta antología de relatos en los que aparecen las estrellas que más te gustan, tales como Zayn Malik, Cameron Dallas, Kanye West, Selena Goméz, Dylan O' Brien, Tom Hardy, Jamie Dornan, Benedict Cumberbatch ¡y muchas más! Anna Todd encabeza esta antología que completan otros autores estrella de Wattpad.
- Sisters: Lazos infinitos. (Título en inglés: The Spring Girls) Publicado en noviembre de 2017. Beth, Meg, Amy y Jo Spring son hermanas y, aunque son muy distintas entre sí juntas pueden con todo. Acompáñalas y descubre que esconden sus corazones. Está inspirada en Mujercitas (Little Women) aunque ambientada en la Edad Moderna.
- Stars: Estrellas Fugaces. (Título en inglés: The Brightest Stars) Publicado en Septiembre de 2018. Karina tiene veinte años y un trabajo sencillo en un centro de bienestar. Tras comprobar que la mayoría de las relaciones fracasan decide que sólo quiere una vida tranquila y eso significa seguir una estricta política de no-citas. Hasta que conoce a su nuevo cliente Kael y sus principios tambalean. Poco a poco Karina se deja llevar por el mundo de Kael sin saber lo que la espera.